# Gerbillus simoni
Gerbillus simoni is een zoogdier uit de familie van de Muridae. De wetenschappelijke naam van de soort werd voor het eerst geldig gepubliceerd door Lataste in 1881.

## Voorkomen
De soort komt voor in Algerije, Egypte, Marokko en Tunesië.